# ماريا سيلفا كروز
كانت ماريا سيلفا كروز (20 أبريل 1915 - 23 أغسطس 1936) تخلق الفوضى في إسبانيا وبطلة في أحداث كاساس فيخاس في إسبانيا. كانت تُعرف أيضًا باسم «التحررية». 

## السيرة الذاتية
وُلدت سيلفا كروز ونشأ في كاساس فايخاس (الآن بينالوب-كاساس فايخاس) في أندلسيا. كان والداها عمالا يوميين وكان والدها خوان سيلفا غونزاليز وعمها كلاهما أعضاء في الاتحاد الوطني للعمل (CNT)، وهي مجموعة فوضوية دعمت إصلاحات العمال. 
في يناير 1933، تظاهر الاتحاد الوطني للعمل في كاساس فييخس وحاول الحصول على الحرس المدني للحكومة للتخلي عن سلطتهم. كانت سيلفا كروز وأصدقاؤها، مانويل لاغو وغالينيتو، جزءًا من المظاهرات في 11 يناير.  خلال المظاهرات، أصيب اثنان من الحراس.  تم إرسال مزيد من القوات من الحرس المدني لوقف CNT. هرب العديد من القرويين، لكن بعض الأناركيين حاولوا الاختباء في منزل جد سيلفا كروز، فرانسيسكو كروز جوتيريز، الذي كان يلقب بـ سيسديدوس.  تم إشعال النار في المنزل من قبل الحرس المدني وقتل كل من في الداخل، باستثناء سيلفا كروز وأحد أبناء عمه.  ظهرت، أحرقت وحملت الطفل الصغير إلى بر الأمان.  أقنعت الحارس بعدم قتلها أو الصبي ثم هربت إلى منزل والدتها.  تم القبض على سيلفا كروز في 14 يناير 1933. 
سُجنت سيلفا كروز في مدينة سيدونيا ثم نُقل إلى قادس لمدة شهر.  قابلت ميجيل بيريز كوردون ، عضو في الاتحاد الوطني للعمل بينما كان في مدينة سيدونيا. [4] استدرجها بيريز كوردون وبعد شهرين ، انتقل الزوجان إلى مدريد. في مايو 1935، كان لديهم ابن، خوان بيريز سيلفا.   انتقلت العائلة إلى الأندلس حيث كانوا يعيشون في روندا. 
احتل الفاشيون روندا في نهاية المطاف في يوليو 1936، وهرب بيريز كوردون إلى الجبال بينما بقي سيلفا كروز مع ابنها الصغير في المنزل.  تم اعتقالها من قبل الحرس المدني وتم أخذ ابنها منها. أعدمت هي وشخصان آخران في 23 أغسطس 1936 عند الفجر. 
مثل العديد من الأشخاص الذين شاركوا في الثورة الإسبانية، لم يتم التعرف على رفات سيلفا كروز. كما أنها لم تكن مدرجة على أنها قتلى رسميًا حتى عام 2010.  ابنها الذي نشأ مع عمة سيلفا كروز، عمل طوال حياته في محاولة للعثور على بقايا ماريا سيلفا كروز من أجل دفنها وزرع الزهور لها. 